# Schofield (carro armato)
Il carro ruotato e cingolato Schofield fu un carro armato leggero di progettazione neozelandese che rimase allo stadio di prototipo.

## Storia
Nel 1940, durante la seconda guerra mondiale la Nuova Zelanda si trovava a fronteggiare la possibilità di essere coinvolta in un conflitto con il Giappone, e ad una conseguente invasione. Dal momento che la Gran Bretagna era restia ad inviare mezzi corazzati, vista la drammatica situazione europea di quel periodo, il governo neozelandese considerò la necessità di costruirne in proprio.
L'unico carro armato che raggiunse in effetti lo stadio di prototipo fu progettato dall'ing. E.J. Schofield, della General Motors di Wellington. Il prototipo venne ultimato nell'agosto del 1940, ma non fu posto in produzione in quanto di scarsa praticità. A metà del 1943 il prototipo fu inviato in Inghilterra

## Specifiche
Il carro armato Schofield si basava sul telaio dell'autocarro commerciale GMC 6cwt, largamente prodotto in Nuova Zelanda. Cingoli e sospensioni furono tratte da un Universal Carrier, che allora stava entrando in produzione in Nuova Zelanda, mentre ruote e parti meccaniche provenivano dal suddetto autocarro. Anche il motore, un Chevrolet a benzina che sviluppava la potenza di quasi 30 cavalli, era montato sul 6cwt.

### Armamento
La torretta, totalmente brandeggiabile, era a cielo scoperto ed era armata con un cannone controcarro da 2 libbre OQF ed una mitragliatrice BSA Besa coassiale.

### Trazione
Le ruote di autocarro su questo veicolo avevano assali in comune con le ruote motrici e quelle di rinvio, e il passaggio dalla trazione su ruote a quella su cingoli era possibile tramite l'utilizzo di bracci imperniati azionabili dall'interno del veicolo. Su ruote, i cingoli erano sollevati dal suolo per mezzo di catene; su cingoli, invece, le ruote venivano smontate e fissate su tronconi presenti al lato del veicolo.